# Відкритий мобільний альянс
Відкритий Мобільний Альянс (англ. Open Mobile Alliance) — міжнародна організація виробників мобільних телефонів, інфраструктури і програмного забезпечення для них, головною метою спілки є розробка відкритих стандартів для мобільних телефонів. Організація не фінансується урядами, типу МСЕ, а форум для зацікавлених сторін галузі, щоб домовитись про загальні специфікації продуктів та послуг.

## Історія
Ця організація була заснована влітку 2002 року, щоби об'єднати в одне ціле такі торгово-промислові асоціації, що почали швидко розвиватися у той час:  WAP Forum, Wireless Village, The SyncML Initiative, Location Interoperability Forum, Mobile Games Interoperability Forum і the Mobile Wireless Internet Forum. Ці асоціації діяли порізну, не узгоджуючи свої дії, релізи та документацію, що затрудняло розвиток мобільних технологій та їхню стандартизацію. Згодом до альянсу приєдналися низка відомих телекомунікаційних гравців, включаючи Microsoft, Sun Microsystems, America Online, Samsung, Texas Instruments, AT&T Wireless, Sony Ericsson, China Mobile. 